# Myiornis auricularis
La mosqueta enana (Myiornis auricularis), también denominada pico chato pigmeo orejudo, es una especie de ave paseriforme de la familia Tyrannidae perteneciente al género Myiornis. Es nativa del centro este de América del Sur.

## Distribución y hábitat
Se distribuye en el este y sur de Brasil, desde el sureste de Bahía hasta el norte de Rio Grande do Sul, 
este de Paraguay y extremo nororiental de Argentina (Misiones).
Esta especie es considerada localmente bastante común en su hábitat natural: los estratos bajo y medio de los bordes de selvas húmedas de la Mata atlántica, hasta los 1300 m de altitud.

## Sistemática

### Descripción original
La especie M. auricularis fue descrita por primera vez por el ornitólogo francés Louis Pierre Vieillot en 1818 bajo el nombre científico Platyrhynchos auricularis; la localidad tipo es «Brasil, holotipo desde Rio de Janeiro.»

### Etimología
El nombre genérico masculino «Myiornis» se compone de las palabras del griego «μυια muia,  μυιας muias» que significa ‘mosca’, y «ορνις ornis, ορνιθος ornithos» que significa ‘ave’; y el nombre de la especie «auricularis» proviene del latín medio y significa ‘relativo a la oreja’.

### Taxonomía
Algunas veces es tratada como conespecífica con Myiornis albiventris, pero difieren en su vientre amarillo y no blanco; los flancos verde oliva y no gris pálido; est
riado más intenso en el pecho y la garganta; la mancha pos-auricular notable; la corona más definida y menos gris; las listas amarillas en las remiges menos extensas; y el rojo alrededor de los ojos más intenso.

### Subespecies
Según las clasificaciones del Congreso Ornitológico Internacional (IOC)  y Clements Checklist/eBird v.2021 se reconocen dos subespecies, con su correspondiente distribución geográfica:
- Myiornis auricularis cinereicollis (Wied Neuwied, 1831) – este de Brasil (sureste de Bahía, Minas Gerais, Espírito Santo).
- Myiornis auricularis auricularis (Vieillot, 1818) – este de Paraguay, noreste de Argentina (Misiones) y sureste de Brasil (desde Río de Janeiro y Mato Grosso do Sul al sur hasta el norte de Rio Grande do Sul).